# Берлемон, Шарль де
Граф Шарль де Берлемон (фр. Charles de Berlaymont; 1510—1578, Намюр) — государственный деятель исторических Нидерландов эпохи Контрреформации, один из самых ненавистных в Испанских Нидерландах министров короля Испании Филиппа II Испанского и сотник Маргариты Пармской, член государственного совета Нидерландов.

## Биография

Герб Шарля де Берлемона

Предположительно, родился в Берлемоне (департамента Нор, Нор — Па-де-Кале, Франция).
Барон, затем граф из старинного фламандского рода. Сын Мишеля де Берлемона. Роялист. Вместе с младшим Гранвеллой и Вилиусом заседал в «Совете» («Consulta») наместницы Маргариты Пармской. Один из главных её советников, сторонник происпанской политики в первые годы разгоравшейся Нидерландской революции. Когда принцесса уступила настояниям дворянства и вступила на путь более либеральный, Берлемон, как приверженец строгокатолической и монархической системы, удалился от дел.
Однако, когда его принципы вновь восторжествовали, он вернулся. С водворением герцога Альбы влияние Берлемона достигло апогея. С Виглиусом, Варгасом и другими в 1567 он заседал в «Совете смуты», прозванном нидерландцами «Кровавым Советом». Берлемон удержался до смерти Луиса де Рекесенса (1576), когда вместе с другими членами государственного совета был взят оранжской партией и долгое время содержался в заточении.
«Брюссельская уния», принятая в 1577 доном Хуаном Австрийским, была так же подписана Берлемоном, а новый военный поворот заставил его вновь примкнуть к стороне наместника.
В 1533 — Штатгальтер Намюра. Старший егермейстер Брабанта, Фландрии и Намюра, наследный камергер финансов и пристав округа Намюра.
Был бароном Йержа и владельцем нескольких замков в Валлонии (Флойона, Хаултпенне).
Кавалер ордена Золотого руна.

## Семья
Жена: Адриенна де Линь-Барбансон, дочь барона Луи де Линь-Барбансона и Марии де Глим.
Дети:
- Гиллис (Жиль) (около 1540—1579) — штатгальтер нескольких районов Семнадцати провинций, военачальник. Убит при осаде Маастрихта (1579)
- Луи (1542—1596) — Архиепископ Камбре и пробст церкви св. Серватия Маастрихтского в Маастрихте
- Ланселот — сеньор де Борен
- Флоран (ок. 1550—1626) — кавалер ордена Золотого руна. Граф де Берлемон, сеньор Флуайона, статхаудер Намюра, графства Артуа, герцогства Гельдерн и Люксембурга
- Клод (1550—1587) — владыка Хаултпенне, губернатор Бреды
- Адриенна (?—1582) — жена Иоганна маркграфа Бранденбурга
- Иоланда (1560—?)
- Мария

## Источник
- Барлэмон, Шарль // Энциклопедический словарь Брокгауза и Ефрона : в 86 т. (82 т. и 4 доп.). — СПб., 1890—1907.
- Gilles van Berlaymont moordt Oudewater uit Архивная копия от 3 марта 2016 на Wayback Machine (нид.)